# Discoverer–1
A Discoverer–1 (1959 BET) az amerikai CORONA program első felderítő műholdja volt, amelyet 1959. február 28-án indítottak. A KH–1 típusú műhold prototípusa volt, nem tartalmazott sem kamerákat, sem filmkazettát. Az indítás sikertelen volt, a műhold valószínűleg nem állt pályára.

## Küldetés
A Corona egy amerikai felderítő műhold-rendszer volt, amelyet a légierő (USAF) segítségével a CIA tudományos és technológiai igazgatósága üzemeltetett. A korai Corona indítások Discoverer kódnevet kapták.. Részben tudományos-technikai kísérletekre, illetve felderítési célokra alkalmazták.
A program célja, hogy a felderítési adatokat, képeket egy visszatérésre alkalmas kapszula hordozza. Elsősorban a Szovjetunió, valamit Kína területeiről gyűjtött – katonai és polgári – adatokat visszajuttatva lehetőséget adjon a támadó eszközök elhelyezéséről, mozgásáról, a kódolt kapcsolattartásról, a várható veszélyeztetésről, lehetővé téve a szükségszerű ellenintézkedéseket. A műholdrendszerrel igyekeztek kiváltani az U–2 felderítő repülőgépeket.

## Jellemzői
1959. február 28-án a Discoverer–0 kudarca után a légierő Vandenbergben lévő indítóállomásáról egy Thor-Agena A hordozórakétával állították pályára az első sikeres kísérleti egységet. Orbitális magasságban a hordozóeszköz utolsó fokozatát pneumatikus nitrogénsugarak (hideg-gázrakéták) segítségével fordították meg, illetve állították a tervezett pályára. A műholdat beépítették az utolsó fokozatba. A műhold alakja kúp, amelyhez a rakétafokozat hengere kapcsolódik. A műhold pályája 95,9 perces, 89,7 fok hajlásszögű (poláris pálya), elliptikus pálya perigeuma 183 kilométer, az apogeuma 1122 kilométer volt. Hasznos tömege 618 kilogramm, de a hasznos súly csak 18 kilogramm volt.  A teszt kiterjedt a rakétaegységre, a navigációra, irányításra – kapcsolattartásra.  Az ellenőrzés során mintegy 100 szempontot vizsgáltak. A mérési adatokat két, különböző frekvencián működő rádióadó továbbította a földi vevőállomásokra. 1959. március 17-én a Föld légkörében elégett.

## Külső hivatkozások
- Discoverer–1. nasa.gov. (Hozzáférés: 2012. november 21.)

| Elődje: Discoverer–0 | Discoverer műholdak 1959–1962 | Utódja: Discoverer–2 |